# Epitetralophidea articulus
Epitetralophidea articulus är en stekelart som först beskrevs av Girault 1915.  Epitetralophidea articulus ingår i släktet Epitetralophidea och familjen sköldlussteklar. Inga underarter finns listade i Catalogue of Life.